# عفونت استخوان
التهاب استخوان و مغز استخوان و ضریع استخوان بر اثر عواملی مانند باکتری و قارچ و ویروس را عفونت استخوان می‌گویند. نام‌های دیگر این نوع التهاب عبارتند از کورک استخوان، ورم استخوان، التهاب مغز استخوان و استئومیلیت (به انگلیسی: Osteomyelitis)). در این بیماری تمام استخوان‌های بدن ممکن است دچار عفونت شوند.

## بیماری‌زایی
باکتری به سه طریق ممکن است به استخوان برسد: از راه جریان خون به خصوص در حضور عفونت سایر بافتها مثلاً سلولیت پوست، از راه ترومای نافذ مثلاً شکستگی باز و راه آخر از راه مداخلهٔ پزشکی برای نمونه به دنبال تثبیت شکستگی با جراحی و گذاشتن پروتز، عصب‌کشی در دندانپزشکی و دیگر اقدامات درمانی.
شایعترین عامل ورم استخوان، میکروب استافیلوکوک می‌باشد. در سایر موارد اغلب باکتری‌هایی مانند استرپتوکوک، انتروباکترها و مایکوباکتریوم و گاه قارچها عامل بیماری می‌باشند. در کم‌خونی سلول داسی‌شکل اغلب عامل بیماری‌زا سالمونلا است.
عفونت مزمن استخوان ممکن است به علت وجود باکتریهای داخل سلولی (داخل سلول‌های استخوان) باشد. این باکتری‌ها قادر به هجوم به سلول‌های دیگر استخوانی هستند، علاوه بر این، باکتری‌های بین استخوانی در مقابل آنتی‌بیوتیک‌ها مقاومت پیدا می‌کنند. این موارد استئومیلیت مزمن را توجیه می‌کنند. استئومیلیت به خصوص نوع مزمن آن می‌تواند به فلج شدن، قطع عضو و حتی مرگ نیز بینجامد.
در کودکان عفونت استخوان می‌تواند به مفصل‌ها منتقل شود و به التهاب مفصل منجر شود. استخوان‌هایی که در کودکان معمولاً درگیر می‌شوند عبارتند از استخوان‌های بلند مانند استخوان ران، درشت‌نی و استخوان بازو. در بزرگ‌سالان معمولاً استخوان‌های لگن، ستون فقرات و گاه فک درگیر می‌شوند. این بیماری در کودکان در دوره رشد سریع (۱۴–۵ سال)، به خصوص در جنس مذکر شایع‌تر است.
ورم استخوان مزمن در افراد بالغ به ویژه معتادان تزریقی، افراد با ضعف ایمنی، افراد ناتوان و بیماران مرض قند شایعتر است.

## علل
در کودکان مبتلا به این بیماری، اغلب استخوان‌های بلند تحت تأثیر قرار می‌گیرند و در افراد بزرگسال، مهره‌ها و لگن مورد تأثیر واقع می‌شوند. استئومیلیت بحرانی و حاد، همواره می‌تواند در کودکان رخ دهد. وقتی افراد بزرگسال تحت تأثیر قرار می‌گیرند، می‌تواند به علت مقاومت ضعیف شدهٔ میزبان باشد. سوء مصرف دارو به صورت درون وریدی، دندان روت کانال(عصب‌کشی) شده که منجر به عفونت آن می‌شود.
استئومیلیت در ۱ تا ۳ درصد بیماران به صورت یک بیماری درآمیخته با توبرکلوسیس ریوی در می‌آید، در این حالت، باکتری از راه سیستم گردش خونی به استخوان نفوذ می‌کند و اول از همه به علت غلظت بالای اکسیژن، مایع داخل مفصلی را آلوده می‌کند و سپس به استخوان مجاور نفوذ کرده و آن را آلوده می‌کند واستئومیلیتی که بر پایهٔ انتقال از راه گردش خونی است، را می‌توان در کودکان مشاهده کرد و بالغ بر ۹۰ درصد این نوع از استئومیلیت را استافیلو کوکوس ارئوس عامل می‌شود. در کودکان کمتر از هفت سال، عوامل این بیماری عبارتند از :S.Aureus، استرپتوکوکی نوع B(رایج‌ترین نوع)، E.Coli.
در افراد بزرگسال رایجترین عامل عفونت استخوان، بی‌پناه بودن استخوان آسیب‌دیده در برابر عفونت می‌باشد. استافیلو کوکوس ارئوس رایج‌ترین نوع باکتری در استئومیلیت‌هایی است که از سرایت کردن عفونت از محل آسیب دیدگی به وجود می‌آید، اما باکتری بی‌هوازی و ارگانیسم‌های گرم منفی از جمله سودوموناس آئروژینوزا و سراشیا و نیز E.Coli، رایج هستند. میوکوتیک سیستمیک (هنگامی که ارگانیسم قارچ بر دستگاه دفاعی بدن غلبه کرده و موجب عفونت می‌شود) نیز از عوامل استئومیلیت می‌باشد.

## تشخیص
تشخیص این بیماری‌ها بیشتر بر مبنای رادیولوژی صورت می‌گیرد و در گرافی نتایج به صورت یک چرخهٔ لیتیک با یک حلقهٔ اسکلروزیس همراه است.
دقیقترین و حساس‌ترین روش تشخیص این بیماری ام آر آی است که در موارد خاصی همچون زخم پای دیابتی و عفونتهای ستون فقرات از آن استفاده می‌شود.

## علایم بیماری
در ورم حاد استخوان تب، درد، تورم، قرمزی، گرمی و احساس درد با لمس بر روی استخوان مبتلا، به خصوص هنگام حرکت دادن مفصل مجاور آن. مفاصل مجاور ناحیه مبتلا نیز ممکن است دچار التهاب (قرمزی، گرمی و تورم) باشند، احساس ناخوشی عمومی.
در کودکانی که هنوز قادر به تکلم نیستند، وجود درد به صورت امتناع از حرکت دادن اندام، خودداری از راه رفتن، لنگیدن هنگام راه رفتن یا جیغ‌زدن هنگام لمس یا حرکت دادن عضو مبتلا، نشان داده می‌شود.
در ورم استخوان مزمن ما خروج چرک از طریق آبسه پوستی، بدون تب یا درد شدید را ممکن است داشته باشیم (گاه همراه با علائم ورم استخوان حاد). همچنین در ورم استخوان مزمن بخش‌هایی از استخوان بافت‌مرده می‌شوند. بدن در اطراف این بخش‌های بافت‌مرده شروع به استخوان‌سازی می‌کند و گریبانهای از استخوان پدیدمی‌آورد. این نما از نکات متمایزکننده اصلی بین ورم استخوان مزمن و حاد است.
در آزمایشگاه لکوسیتوز (افزایش گلبول‌های سفید خون)، افزایش سطح آنزیمهای لیز استخوانی و… داریم. گاه کشت مغز استخوان مثبت است.
در رادیولوژی ورم استخوان مزمن ما کانون‌های تخریب شده‌استخوان همراه با حلقه‌های سفت‌شده (اسکلروز) را داریم.

## درمان
این بیماری یک اورژانس ارتوپدی-پزشکی است.
اصول درمان بر تجویز طولانی آنتی‌بیوتیک قوی (گاه ماه‌ها) و دبریدمان استوار است. درمان استئومیلیت مزمن دشوار است. آنتی‌بیوتیک‌هایی مانند وانکومایسین، سفالوسپورینهای نسل سوم و چهارم و… مفیدند.